# Stanisław Lisowski
Stanisław Lisowski  ( 1924 - 2002) fue un botánico, y briólogo polaco, destacado por sus estudios sobre la familia de las orquídeas.

## Algunas publicaciones
- stanisław Lisowski, iwona Melosik, kazimierz Tobolski. 2000. Mchy Parku Narodowego Bory Tucholskie (Los musgos del Parque Nacional Bory Tucholskie). Editor Homini, 103 pp. ISBN 8387933651

- ----------------------------, anna Rusińska. 1980. Guide to the Excursion of the Second Bryological Workshop. 28 pp.

- ----------------------------. 1966. Charakterystyka briologiczna wysokogórskich zespołów murawowych Tatr Zachodnich (Características briológicas de pastizales alpinos de los Tatras Occidentales). Editor PTPN, 38 pp.

- ----------------------------. 1959. Materiały do bryoflory Tatr. Prace Komisji Biologicznej. Editor Państwowe Wydawnictwo Naukowe, 127 pp.

- ----------------------------. 1958. Notatki bryologiczne z Roztocza. Prace Komisji Biologicznej 17. Con Kazimierz Glanc. Editor Państwowe Wydawnictwo Naukowe, 51 pp.

- ----------------------------. 1956. Mchy Bieszczadów Zachodnich. Prace Komisji Biologicznej 17. Editor Państwowe Wydawnictwo Naukowe, 93 pp.

- ----------------------------. 1946. Zygmunt Mocarski. 51 pp.

- ----------------------------. 1935. Współpraca szkoły z domem: z doświadczeń przeprowadzonych na terenie szkoły ćwiczeń przy Seminarium Nauczycielskim w Wilnie. Con Maria Grzegorzewska. Editor nakł. "Naszej Księgarni" Sp. Akc. 43 pp.

- ----------------------------. 1932. Uniwersytecka bibljoteka publiczna w Wilnie za Czaxowrosyjskich. Editor Zaktady graficzne "Znicz. 26 pp.

- La abreviatura «Lisowski» se emplea para indicar a Stanisław Lisowski como autoridad en la descripción y clasificación científica de los vegetales.[1]